# Capela da Senhora da Livração de Fandinhães
A Capela da Senhora da Livração de Fandinhães, também referida por Igreja Paroquial de Fandinhães, Igreja de Nossa Senhora da Livração e Capela de Fandinhães, de que apenas resta a cabeceira, foi um templo românico situada em Paços de Gaiolo, na atual freguesia de Penhalonga e Paços de Gaiolo, no Município de Marco de Canaveses em Portugal.
Em 2012 foi classificada como Monumento de Interesse Público e está integrada na Rota do Românico.